# Пирву-Рошу
Пирву-Рошу (рум. Pârvu Roșu) — село у повіті Арджеш в Румунії. Адміністративно підпорядковане місту Костешть.
Село розташоване на відстані 100 км на захід від Бухареста, 14 км на південь від Пітешть, 97 км на північний схід від Крайови, 116 км на південний захід від Брашова.

## Населення
За даними перепису населення 2002 року у селі проживали 673 особи, усі — румуни. Усі жителі села рідною мовою назвали румунську.